# Šamal (veter)
Šamal (arabsko: شمال,  »sever«) je severozahodni veter, ki piha nad Irakom in državami Perzijskega zaliva (vključno s Saudovo Arabijo), pogosto močan podnevi, ponoči pa oslabi. Ta vremenski učinek se pojavi enkrat do večkrat na leto, večinoma poleti, včasih pa tudi pozimi. Posledično veter običajno povzroči velike peščene nevihte, ki prizadenejo predvsem Irak, večina peska je bila pobrana iz Jordanije in Sirije.

## Sinoptični pogoji

### Poletni šamal
Ko mimobežna nevihta z močno hladno fronto preide gorovje Irana, sprednji rob mase razmeroma hladnejšega zraka dvigne prah in pesek ter ju dvigne v višino. Temperature na nižjih nadmorskih višinah se med temi dogodki še vedno gibljejo nad 42 °C.

### Zimski šamal
V Iraku, kjer lahko zimske nevihte na teren prinesejo močan sneg, se lahko na snežno odejo usede plast prahu.
Zimski šamal je povezan s krepitvijo območja visokega zračnega tlaka nad arabskim polotokom po prehodu hladne fronte, medtem ko se nad območji vzhodno od Perzijskega zaliva ohranja globoka dolina nizkega zračnega tlaka. To vodi do močnega severnega vetra nad Perzijskim zalivom za obdobje do pet dni. Povezani so z nizkimi temperaturami.
Kraji okoli Bližnjega vzhoda, kjer je najverjetneje videti šamal pozimi, ležijo v bližini otokov Lavan, otoka Halul in Ras Rakan. Pozimi vztrajajo 24–36 ur in se v obdobju od decembra do februarja pojavljajo dvakrat do trikrat na mesec. Vztrajen tri- do petdnevni dogodek se pojavi le enkrat ali dvakrat na zimo, spremljajo pa ga zelo močni vetrovi, tudi na morju.

## Učinki
Šamali običajno trajajo tri do pet dni. Prašni in peščeni vihar je globok nekaj tisoč metrov. Hitrost vetra lahko doseže do 70 km/h. Takšni dogodki lahko vplivajo na zdravje in promet, saj postane vidljivost omejena in nekateri leti so odpovedani. Peščene sipine se nabirajo na cestah in zahtevajo veliko truda, da jih odstranijo. Šamali poškodujejo infrastrukturo in opremo, kot so prometni znaki.

## Primeri
Študija univerze Hokaido o fosilih koral v Omanu dokazuje, da so podaljšane zimske sezone šamala okoli leta 2200 pr. n. št. povzročile zasoljevanje namakanih polj; zato je dramatično zmanjšanje pridelave pridelkov sprožilo vsesplošno lakoto in sčasoma propad starodavnega Akadskega kraljestva.
Nekatere raziskave so tudi poročale, da lahko prašne nevihte, ki nastanejo poleti nad regijami zahodne Azije, spremenijo značilnosti regionalnega kroženja in celo vplivajo na monsunske padavine v indijskem poletju.
Pomembna nevihta, ki jo je povzročil šamal, je 8. avgusta 2005 prekrila Bagdad s peskom, zaradi česar so bile zaprte skoraj vse trgovine in javne dejavnosti. Neurje je preplavilo tudi bagdadsko bolnišnico Jarmuk, v kateri so zdravili več kot tisoč ljudi z dihalno stisko.
Od 1. do 4. februarja 2008 je bila ogromna prašna nevihta povezana z vetrom šamal nad Arabskim morjem. Sprednji rob prašne nevihte se je premikal s približno 20 km/h in se na eni točki razširil od Mogadiša v Somaliji do Mumbaja v Indiji. Prah zaradi te nevihte je pritegnil novinarje športnih medijev, ko je zajela golfski turnir Dubai Desert Classic, kjer je igral Tiger Woods.
Maja 2022 je ena oseba umrla, 5000 ljudi pa je bilo sprejetih v bolnišnice zaradi težav z dihanjem v provincah Bagdad, Al Anbar in Nadžaf zaradi vetra šamala, ki je nebo v teh regijah obarval oranžno.

## Razno
- Vprašanje o tem vetru je bilo del National Geographic Bee leta 2003.[12]
- Šamal, arabska beseda, ki pomeni "sever", je moško ime v Afganistanu in Kurdistanu ter pomeni "veter" in "sever".
- Peščeni vihar, ki so ga povzročili šamalski vetrovi, je raztrgal tabor ameriških marincev v HBO-jevi televizijski seriji Generation Kill o invaziji na Irak leta 2003.